# Kenya International 2010
Die Kenya International 2010 im Badminton fanden vom 26. bis zum 28. März 2010 in Nairobi statt.

## Sieger und Platzierte
| Disziplin    | Gold                            | Silber                     | Bronze                                   |
| ------------ | ------------------------------- | -------------------------- | ---------------------------------------- |
| Herreneinzel | Oscar Bansal                    | Alistair Casey             | Jinkan Ifraimu                           |
| Herreneinzel | Oscar Bansal                    | Alistair Casey             | Joseph Abah Eneojo                       |
| Dameneinzel  | Anne Hald                       | Grace Gabriel              | Monika Fašungová                         |
| Dameneinzel  | Anne Hald                       | Grace Gabriel              | Karen Foo Kune                           |
| Herrendoppel | Dorian James Willem Viljoen     | Jinkan Ifraimu Ola Fagbemi | Abdelrahman Kashkal Ali Ahmed El Khateeb |
| Herrendoppel | Dorian James Willem Viljoen     | Jinkan Ifraimu Ola Fagbemi | Joseph Abah Eneojo Victor Makanju        |
| Damendoppel  | Annari Viljoen Michelle Edwards | Maria Braimoh Susan Ideh   | Grace Gabriel Monika Fašungová           |
| Damendoppel  | Annari Viljoen Michelle Edwards | Maria Braimoh Susan Ideh   | Dina Nagy Hadia Hosny                    |
| Mixed        | Willem Viljoen Annari Viljoen   | Jinkan Ifraimu Susan Ideh  | Dorian James Michelle Edwards            |
| Mixed        | Willem Viljoen Annari Viljoen   | Jinkan Ifraimu Susan Ideh  | Alistair Casey Karen Foo Kune            |